# Heinz Winkler
Heinz Winkler (Chemnitz, 7 juli 1910 – Berlijn, 25 juni 1958) was een Oost-Duits christendemocratisch politicus. Van 1932 tot 1935 was Winkler werkzaam als architect. Tot 1938 was hij bouwondernemer. Van 1938 tot 1945 was Winkler lid van de NSDAP. Van 1941 tot 1945 was hij Wehrmacht militair.
Na de Tweede Wereldoorlog sloot hij zich aan bij de Christlich-Demokratische Union Deutschlands (DDR) (CDUD) in de Sovjet-bezettingszone. Van 1945 tot 1949 was hij architect te Adelsberg (bij Chemnitz). Daarna was Winkler leider van planningsbureau van het bouwwezen in Chemnitz. Sinds 1953 was hij voorzitter VEB Bouwplanning. In 1954 werd Winkler in het Hoofdbestuur van de CDU gekozen en van 1956 tot zijn dood was hij tevens lid van het Presidium van het Hoofdbestuur van de CDUD). 
Winkler stond aan het hoofd van het architectenbureau dat Stalinstadt ontwierp (1953-1958, tegenwoordig Eisenhüttenstadt geheten). In 1953 werd hij minister van Opbouw van de DDR. Tijdens een vakantie in 1958 aan de Zwarte Zee in Bulgarije raakte hij tijdens het zwemmen ernstig gewond en overleed korte tijd later in een Berlijns ziekenhuis.